# 단체협약
단체협약(團體協約, collective agreement), 단협(團協)은 노사관계에 있어 사측과 노동조합(노동자를 대표하여) 간에 "단체적"으로 맺어지는 협약이다. 단협은 노동자의 작업장 노동환경, 노동자의 의무와 고용주의 의무를 규정한다. 대개 단체교섭의 결과 단체협약이 도출된다.

## 같이 보기
- 노동경제학
- 노동법